# Суждения господина Жерома Куаньяра
«Суждения господина Жерома Куаньяра» (фр. Les Opinions de Jérôme Coignard) — роман французского писателя Анатоля Франса, опубликованный в 1893 году.
Действие романа происходит в начале XVIII века в Париже. Центральный персонаж — библиотекарь и учёный Жером Куаньяр, который до этого появлялся в романе Франса «Харчевня королевы Гусиные Лапы». Основное содержание книги — беседы Куаньяра на разные темы с его учеником Жаком Турнеброшем. Литературоведы видят в романе заметное влияние философских повестей Вольтера.